# アレハンドロ・セサル・アロンソ
アレハンドロ・セサル・アロンソ（Alejandro César Alonso, 1982年3月3日 - ）は、アルゼンチンのサッカー選手。アルゼンチン、ブエノスアイレス出身。ポジションはミッドフィールダー。

## 経歴
2008年6月、3年契約でFCジロンダン・ボルドーからASモナコに移籍。

## タイトル
クラブ
FCジロンダン・ボルドー
- クープ・ドゥ・ラ・リーグ 2006-07

ASサンテティエンヌ
- クープ・ドゥ・ラ・リーグ 2012-13